# Gould Peak
Gould Peak är en bergstopp i Antarktis. Den ligger i Västantarktis. Nya Zeeland gör anspråk på området. Toppen på Gould Peak är 422 meter över havet.
Terrängen runt Gould Peak är kuperad åt sydost, men åt nordväst är den platt.  Trakten är obefolkad. Det finns inga samhällen i närheten. 